# بیمارستان اوک‌ویل-ترافالگار مموریال
بیمارستان اوک‌ویل-ترافالگار مموریال (انگلیسی: Oakville-Trafalgar Memorial Hospital) یک بیمارستان تمام‌عیار خدمات حاد و فوری است که در شهر اوک‌ویل استان انتاریو در کانادا واقع شده‌است. این بیمارستان، خدمات جامعی در حوزهٔ مراقبت‌های اولیه و ثانویه و همچنین برخی مراقبت‌های ثالثیه (توان‌بخشی) را انجام می‌دهد و از بیمارستان زیرمجموعهٔ «مراقبت‌های سلامت هالتون» و وابسته به دانشکدهٔ پزشکیِ دانشگاه مک‌مستر است.
این بیمارستان پذیرای بیش از ۱۵٬۰۰۰ بیمار بستری و ۲۴۰٬۰۰۰ بیمار سرپایی است و سالیانه ۲٬۳۰۰ نوزاد در آن متولد می‌شوند. بخش اورژانس این بیمارستان نیز سالیانه بیش از ۷۰٬۰۰۰ مراجعه‌کننده دارد.